# Campello
Campello is een plaats en voormalige gemeente in het Zwitserse kanton Ticino en maakt deel uit van het district Leventina.
Campello telt 59 inwoners.

## Geschiedenis
Op 1 april 2012 ging de Campello op in de gemeente Faido.